# Betzigerode
Betzigerode ist ein Ortsteil der Gemeinde Bad Zwesten im nordhessischen Schwalm-Eder-Kreis in Deutschland. 

## Geographische Lage
Der Ort liegt etwa zwei Kilometer nordöstlich des Kernorts von Bad Zwesten westlich der Bundesstraße 3 im Tal des Bachs Scherengraben, der von Nordwesten aus Wenzigerode herabkommt und 200 Meter nördlich der Bundesstraße 3 in den Lohrbach mündet, der wiederum 500 m südlich der B 3 zwischen Bad Zwesten und Kerstenhausen in die Schwalm fließt. Der Ort hat etwa 200 Einwohner. Durch den Ort führt die von der B 3 kommende Kreisstraße K 74 nach Wenzigerode und weiter nach Bad Wildungen.

## Geschichte

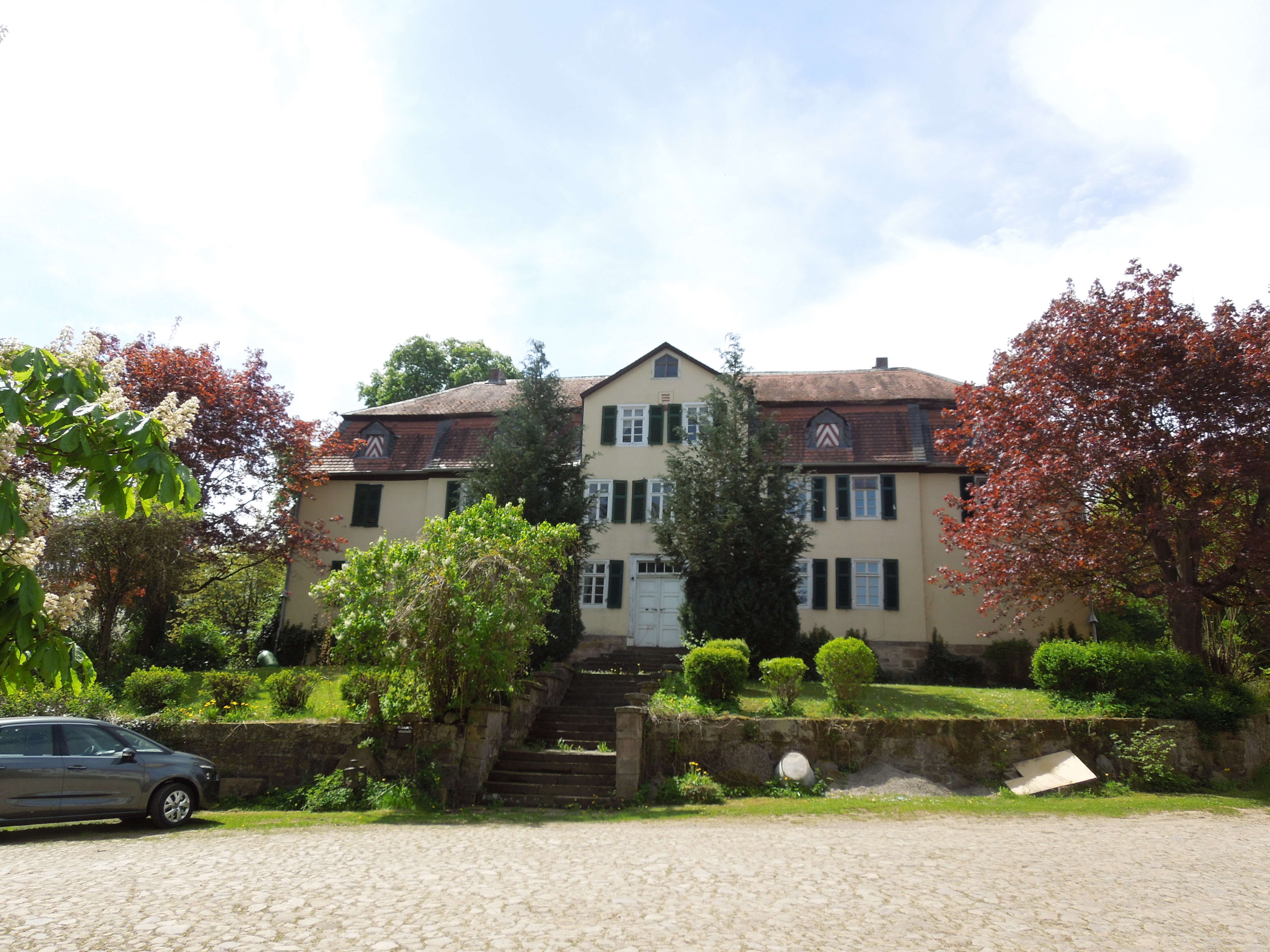
Ehemaliges Herrenhaus in Betzigerode (2015)

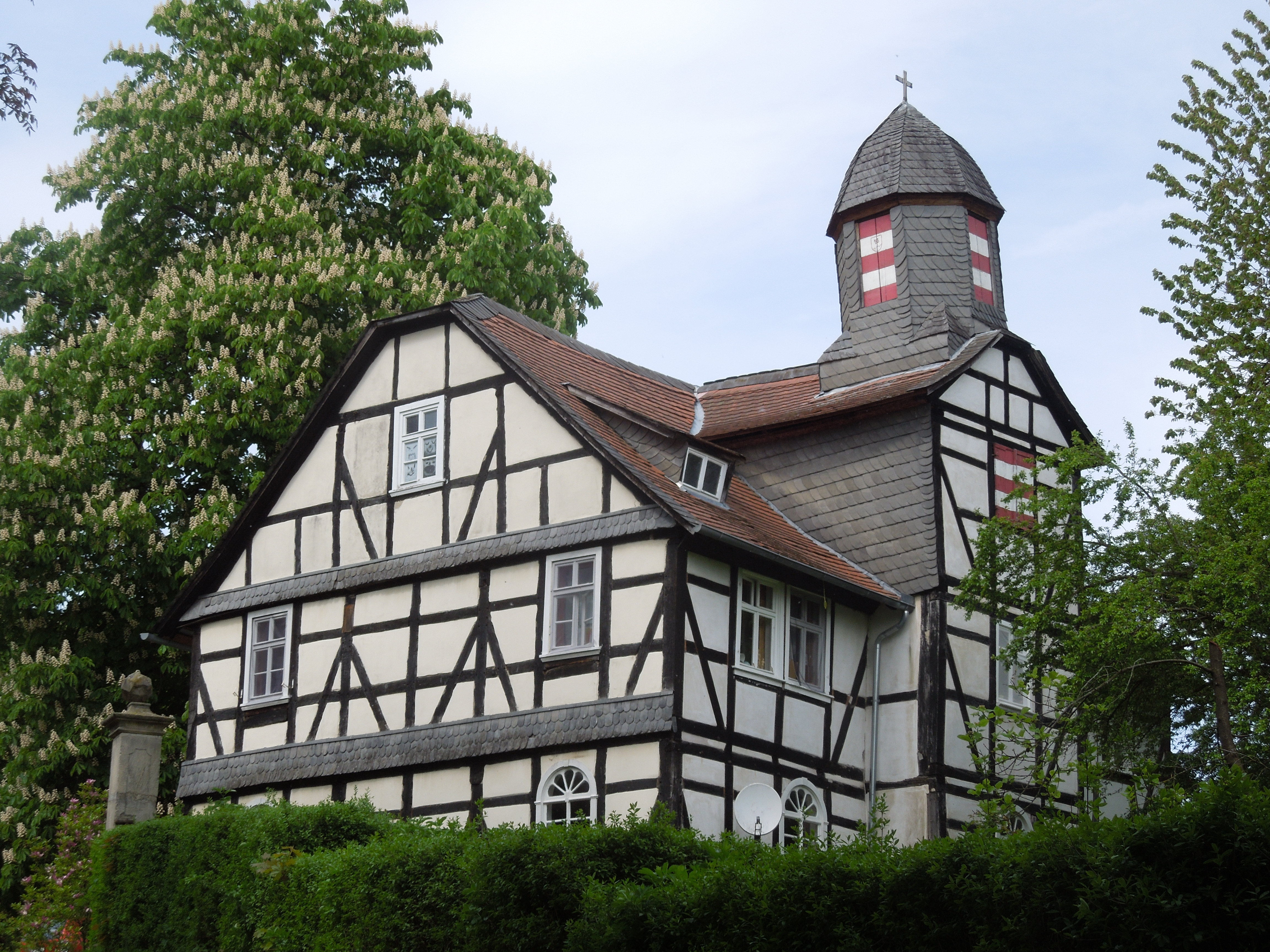
Ehemalige Kirche (und Försterwohnung im Obergeschoss) in Betzigerode

Die älteste bekannte Erwähnung von Betzigerode erfolgte 1296 unter dem Namen Betzichenrode, als der Besitz der Herren von Löwenstein-Westerburg erwähnt wurde. Heinrich von Löwenstein-Romrod, dessen Burg sich in der Nähe Zwestens befand, erhielt den Ort 1523 und legte dort einen Gutshof an. Die zu dessen Bearbeitung notwendigen Arbeitskräfte wurden entlang des Scherengrabens angesiedelt.
1661 waren Gut und Dorf Betzigerode im Besitz der Adelsfamilie Hund, kamen dann 1686 durch Erbschaft jeweils zur Hälfte an die von Dalwigk und an den Major Johann Christian Eckhard gen. Schmidt, der eine Erbtochter Hund geheiratet hatte. 1713 kaufte Landgraf Karl das Gut Betzigerode von den Herren von Sobiewolsky und überließ es seinem Sohn Maximilian. 1723 kam das Gut durch Kauf an die Witwe des ehemaligen landgräflichen Kanzlers Nikolaus Wilhelm Goddaeus (1646–1719), Amalie Elisabeth geb. d’Orville (1676–1752). Sie ließ das Herrenhaus Betzigerode umbauen und dabei einen für Gottesdienste bestimmten Raum erweitern und einen kleinen Glockenturm errichten. Nach dessen Fertigstellung stiftete sie 1733 eine Kirchenglocke und wertvolle Abendmahlsgeräte. Alle 14 Tage fand eine Predigt statt. Durch Heirat und Erbschaft kam das Gut 1786 an Ernst Ludwig von Heßberg (1737–1796), pensionierter hessen-kasselischer Hauptmann, der 1773, anlässlich seiner Hochzeit mit der Erbtochter Marie Wilhelmine Goddaeus (1749–1788), am Ostrand des Gutshofs eine kleine Fachwerkkapelle mit Glockentürmchen erbauen ließ, in deren Obergeschoss die Försterwohnung eingerichtet wurde.
1960 verkaufte Eitel Reinhard von Heßberg die Ländereien des Gutes an die Siedlungsgesellschaft „Hessische Heimat“, die darauf Aussiedlerhöfe einrichtete.
Das einstige Herrenhaus auf dem ehemaligen Gutsgelände oberhalb des Dorfs, ein zweigeschossiger, verputzter Fachwerkbau, ist in Privatbesitz und nicht öffentlich zugänglich. Westlich und südlich des Herrenhauses erstreckt sich eine englische Parkanlage mit altem Baumbestand.
Im Zuge der Gebietsreform in Hessen wurde die bis dahin selbständige Gemeinde Betzigerode zum 31. Dezember 1971 auf freiwilliger Basis nach Zwesten eingemeindet. Für Betzigerode wurde, wie für alle durch die Gebietsreform eingegliederten Ortsteile, ein Ortsbezirk mit Ortsbeirat und Ortsvorsteher eingerichtet.

## Bevölkerung
Einwohnerstruktur 2011
Nach den Erhebungen des Zensus 2011 lebten am Stichtag, dem 9. Mai 2011, in Betzigerode 132 Einwohner. Darunter waren 9 (6,8 %) Ausländer.
Nach dem Lebensalter waren 33 Einwohner unter 18 Jahren, 75 zwischen 18 und 49, 42 zwischen 50 und 64 und 39 Einwohner waren älter. Die Einwohner lebten in 93 Haushalten. Davon waren 33 Singlehaushalte, 27 Paare ohne Kinder und 24 Paare mit Kindern, sowie 6 Alleinerziehende und keine Wohngemeinschaften. In 15 Haushalten lebten ausschließlich Senioren und in 60 Haushaltungen lebten keine Senioren.
Einwohnerentwicklung
| Quelle: Historisches Ortslexikon |                |
| • um 1570:                       | 13 Hausgesesse |
| • 1575/85:                       | 14 Hausgesesse |
| • 1747:                          | 18 Hausgesesse |

| Betzigerode: Einwohnerzahlen von 1834 bis 2021 | Betzigerode: Einwohnerzahlen von 1834 bis 2021 | Betzigerode: Einwohnerzahlen von 1834 bis 2021 | Betzigerode: Einwohnerzahlen von 1834 bis 2021 | Betzigerode: Einwohnerzahlen von 1834 bis 2021 |
| --- | ---------------------------------------------- | ---------------------------------------------- | ---------------------------------------------- | ---------------------------------------------- |
| Jahr |                                                |                                                |                                                | Einwohner                                      |
| 1834 | 1834                                           |                                                | 175                                            | 175                                            |
| 1840 | 1840                                           |                                                | 169                                            | 169                                            |
| 1846 | 1846                                           |                                                | 177                                            | 177                                            |
| 1852 | 1852                                           |                                                | 175                                            | 175                                            |
| 1858 | 1858                                           |                                                | 175                                            | 175                                            |
| 1864 | 1864                                           |                                                | 170                                            | 170                                            |
| 1871 | 1871                                           |                                                | 151                                            | 151                                            |
| 1875 | 1875                                           |                                                | 142                                            | 142                                            |
| 1885 | 1885                                           |                                                | 129                                            | 129                                            |
| 1895 | 1895                                           |                                                | 134                                            | 134                                            |
| 1905 | 1905                                           |                                                | 130                                            | 130                                            |
| 1910 | 1910                                           |                                                | 125                                            | 125                                            |
| 1925 | 1925                                           |                                                | 126                                            | 126                                            |
| 1939 | 1939                                           |                                                | 107                                            | 107                                            |
| 1946 | 1946                                           |                                                | 185                                            | 185                                            |
| 1950 | 1950                                           |                                                | 201                                            | 201                                            |
| 1956 | 1956                                           |                                                | 166                                            | 166                                            |
| 1961 | 1961                                           |                                                | 158                                            | 158                                            |
| 1967 | 1967                                           |                                                | 129                                            | 129                                            |
| 1980 | 1980                                           |                                                | ?                                              | ?                                              |
| 1990 | 1990                                           |                                                | ?                                              | ?                                              |
| 2000 | 2000                                           |                                                | ?                                              | ?                                              |
| 2011 | 2011                                           |                                                | 132                                            | 132                                            |
| 2021 | 2021                                           |                                                | 184                                            | 184                                            |
| Datenquelle: Historisches Gemeindeverzeichnis für Hessen: Die Bevölkerung der Gemeinden 1834 bis 1967. Wiesbaden: Hessisches Statistisches Landesamt, 1968. Weitere Quellen: LAGIS; Gemeinde Bad Zwesten, Zensus 2011 |                                                |                                                |                                                |                                                |

Historische Religionszugehörigkeit
| Quelle: Historisches Ortslexikon |                                                                    |
| • 1861:                          | 182 evangelisch-reformierte, 7 evangelisch-lutherische Einwohner   |
| • 1885:                          | 114 evangelische (= 100 %) Einwohner                               |
| • 1961:                          | 141 evangelische (= 89,24 %), 16 katholische (= 10,13 %) Einwohner |

Historische Erwerbstätigkeit
| • 1961 | Erwerbspersonen: 35 Land- und Forstwirtschaft, 29 Produzierendes Gewerbe, 7 Handel und Verkehr, 9 Dienstleistungen und Sonstiges |

## Politik
Für Betzigerode besteht ein Ortsbezirk (Gebiete der ehemaligen Gemeinde Betzigerode) mit Ortsbeirat und Ortsvorsteher nach der Hessischen Gemeindeordnung. Der Ortsbeirat besteht aus fünf Mitgliedern.
Bei den Kommunalwahlen in Hessen 2021 betrug die Wahlbeteiligung zum Ortsbeirat Betzigerode 57,14 %. Alle Kandidaten gehörten der „Neuen Liste Betzigerode“ an. Der Ortsbeirat wählte Bernd Meier zum Ortsvorsteher.

## Kirche

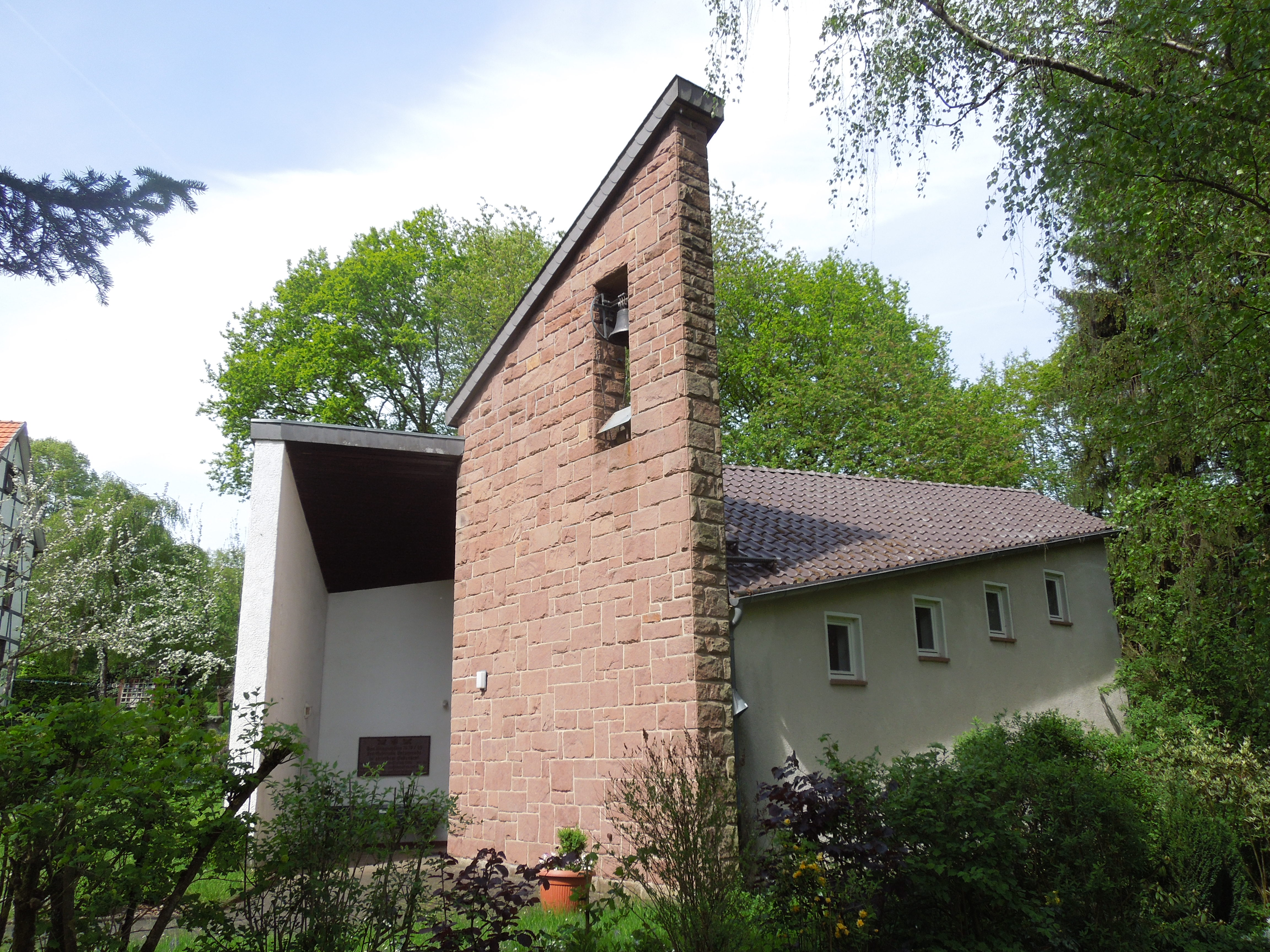
Evangelische Dorfkirche

Da die Kapelle auf dem Gutshof sehr baufällig geworden war, wurde am 9. Februar 1964 eine in damals modernem Stil, ohne rechtwinklige Ecken erbaute Gemeindekirche an der Ziergartenstraße eingeweiht. Die Kirchenglocke und die Abendmahlsgeräte aus der alten Kapelle wurden einige Jahre später in die neue Kirche überführt. Seit 2006 enthält die Kirche einen neuen Altar und Taufstein und seit 2009 auch ein neues Kanzelpult.